# Evergestis obscuralis
Evergestis obscuralis is een vlinder uit de familie van de grasmotten (Crambidae). De wetenschappelijke naam van deze soort is voor het eerst voorgesteld als Lygropia obscuralis door George Francis Hampson in een publicatie uit 1912. De spanwijdte van het mannetje bedraagt 34 millimeter.
De soort komt voor in Venezuela.